# Comunidad de Democracias
La Comunidad de Democracias es una coalición intergubernamental de los Estados, establecidos en el año  2000 para reunir a los gobiernos, la sociedad civil y el sector privado en la búsqueda de la meta común de apoyar a las reglas democráticas y el fortalecimiento de las normas democráticas y las instituciones de todo el mundo. En el año 2004, los gobiernos de Comunidad Democrática también se organizaron en un Caucus de la Democracia en las Naciones Unidas (ONU).
La actual Presidencia de la Comunidad de las Democracias está en manos de Polonia (marzo a septiembre 2019).
La Comunidad de Democracias trabaja para apoyar la transición y la consolidación democráticas en todo el mundo y ayuda a cerrar la brecha entre los principios de la democracia y los derechos humanos universales y la práctica de: 
- ayudar a las sociedades en el desarrollo y fortalecimiento de las instituciones y los valores democráticos;
- identificar, alerta y responder a las amenazas a la democracia, con el fin de ayudar a los estados a permanecer en el camino a la democracia;
- apoyo y defensa de la sociedad civil en todos los países;
- avance de la participación de base amplia en la gobernabilidad democrática; y
- dar voz a los que trabajan pacíficamente por la democracia en todos los países.

La Comunidad de Democracias busca lograr estos objetivos a través de: la creación de una red global de representantes de gobierno, legisladores, sociedad civil y otros actores comprometidos con estos objetivos, y el uso de sus recursos combinados y experiencia para canalizar la asistencia a los países en transición y la sociedad civil. También ayuda en la coordinación de actividades de apoyo a la democracia y busca fomentar una voz democrática común en las organizaciones internacionales.
Cada dos años, los Estados participantes de la Comunidad de las Democracias celebran una Conferencia Ministerial, la mayor reunión de países democráticos en el mundo. los criterios para la participación en la Conferencia Ministerial de la Comunidad se constituyeron de acuerdo con los valores de la Declaración de Varsovia, y la participación en la Conferencia está reservado para los países que han demostrado compromiso con esos valores y prácticas. Algunos países, que no cumplen plenamente los criterios, podrán participar como observadores.
La Comunidad de Democracias fue reformada en 2011 en la Conferencia Ministerial de Vilna. El paquete de reformas incluye la creación de un Consejo de Administración, compuesto por los miembros del órgano de gobierno anterior, el Grupo Convocante. Siendo el cuerpo central de toma de decisiones de la Comunidad de las Democracias, el Consejo de Gobierno es el responsable de las actividades llevadas a cabo en nombre de la Comunidad. También decide quiénes serán los países que participan en el Consejo de Gobierno conferences. El Consejo Gobernante actualmente consta de 25 miembros:
- Argentina
- Canadá
- Cabo Verde
- Chile
- Costa Rica
- El Salvador
- Estados Unidos
- Filipinas
- Finlandia
- Guatemala
- Hungría
- India
- Italia
- Japón
- Lituania
- Malí (suspendida tras el golpe militar)
- México
- Mongolia
- Nigeria
- Polonia
- Portugal
- República de Corea
- Rumania
- Sudáfrica
- Suecia
- Uruguay[1]

La Comunidad de democracias fue inaugurada en su primera conferencia ministerial bienal organizada por el Gobierno de Polonia en Varsovia el 25 junio hasta 27 de junio, 2000. La iniciativa fue encabezada por el ministro de Exteriores polaco Bronislaw Geremek y la secretaria de Estado Madeleine Albright, junto con seis co- convocantes: los gobiernos de Chile, la República Checa, India, Malí, Portugal y la República de Corea.
Al cierre de la conferencia de los gobiernos participantes firmaron en la Declaración de Varsovia, el compromiso de «respetar y defender ... los principios y prácticas democráticas fundamentales", incluyendo, entre otros, las elecciones libres y justas, la libertad de palabra y de expresión , la igualdad de acceso a la educación, la regla de la ley y la libertad de reunión pacífica.
En el discurso de clausura de la conferencia ministerial en Varsovia, el Secretario General de la ONU, Kofi Annan, elogió la Comunidad de las Democracias como un avance positivo hacia la democracia global, diciendo. "Cuando las Naciones Unidas realmente puede llamarse a sí misma una comunidad de democracias, nobles ideales de la protección de los derechos humanos y la promoción de la Carta "el progreso social de las libertades más grandes"se han llevado mucho más cerca".